# Esves-le-Moutier

Esves-le-Moutier este o comună în departamentul Indre-et-Loire, Franța. În 1 ianuarie 2022 avea o populație de 154 de locuitori.